# Patricio Strahovsky
Patricio Strahovsky Villagrán (Santiago, 1952) es un actor y presentador de televisión chileno, mayormente conocido por participar como animador en el programa TV Condoro de Chilevisión. Actualmente conduce el podcast Viejo yooo.

## Biografía
Realiza sus estudios secundarios en el liceo Experimental Darío Salas de Santiago, del cual egresó en 1974. Posteriormente ingresa a estudiar teatro a la Universidad de Chile. Conformó la compañía La Falacia junto a Cristián García-Huidobro, Claudia Di Girolamo y Agustín Moya.
Si bien es actor de profesión y ha participado en el cine, en series y teleseries en televisión, fue mayormente conocido por conducir junto a Alfredo Alonso el exitoso programa de corte humorístico TV Condoro emitido por Chilevisión entre los años 1999 y 2001. En uno de los sketchs humorísticos, Strahovsky protagonizó de manera improvisada el primer desnudo masculino completo en la televisión chilena, siendo un hito para el nudismo en Chile.
En 2013 el Partido Progresista lo nombra como candidato a Consejero Regional por la Provincia Cardenal Caro. Sin embargo no resultó elegido, ya que obtuvo solo el 0,8% de los votos.

## Filmografía

### Series y miniseries
| Series de televisión | Series de televisión         | Series de televisión | Series de televisión | Series de televisión                                 |
| Año                  | Título                       | Rol                  | Canal                | Notas                                                |
| -------------------- | ---------------------------- | -------------------- | -------------------- | ---------------------------------------------------- |
| 1989                 | Los Venegas                  | Benjamín Maturana    | TVN                  | Serie de televisión                                  |
| 1992                 | Jaguar Yu                    | Varios personajes    | Mega                 | Serie de televisión.                                 |
| 1998                 | Casos y cosas de casa        | Raúl                 | CHV                  | Sitcom                                               |
| 2003                 | Cuentos de mujeres           | Armando              | TVN                  | Miniserie de televisión                              |
| 2005                 | Infieles                     |                      | CHV                  | Capítulo "La carrera de mi vida"                     |
| 2005                 | Tiempo final: en tiempo real | Ángel                | TVN                  | Capítulo "Los amigos"                                |
| 2005                 | Los simuladores              | Ejecutivo            | Canal 13             | Capítulo "Los impresentables"                        |
| 2005                 | Morandé con Compañía         | Varios personajes    | Mega                 |                                                      |
| 2007                 | Hotel para dos               | Alfredo Plaza        | TVN                  |                                                      |
| 2007                 | Casado con hijos             |                      | Mega                 | Episodios: "Cortito" - "El bueno, el malo y el Tito" |
| 2013                 | El nuevo                     | Tomás Hormazábal     | TVN                  |                                                      |

### Telenovelas
| Televisión | Televisión                     | Televisión          | Televisión |
| Año        | Título                         | Rol                 | Canal      |
| ---------- | ------------------------------ | ------------------- | ---------- |
| 1982       | Bienvenido Hermano Andes       | Benjamín Trejo      | Canal 13   |
| 1984       | La represa                     | Padre Francisco     | TVN        |
| 1984       | La torre 10                    | Mauricio Echarri    | TVN        |
| 1985       | El prisionero de la medianoche | ¿?                  | Canal 13   |
| 1985       | Marta a las Ocho               | Jorge Silva         | TVN        |
| 1986       | La Villa                       | Juan Carlos Blanco  | TVN        |
| 1992       | Trampas y caretas              | José "Pepe" Aguirre | TVN        |
| 1994       | Rojo y miel                    | Renato Bello        | TVN        |
| 1995       | Juegos de fuego                | Álvaro Ortúzar      | TVN        |
| 1996       | Loca piel                      | Álvaro Renard       | TVN        |
| 2003       | 16                             | Jaime Ortúzar       | TVN        |
| 2006       | Amor en tiempo récord          | Genaro Cárdenas     | TVN        |
| 2008       | Hijos del Monte                | Gustavo Valdés      | TVN        |
| 2009       | Los exitosos Pells             | Carlos Wedell       | TVN        |
| 2012       | Soltera otra vez               | Amigo de Rudy       | Canal 13   |
| 2013       | Soltera otra vez 2             | Amigo de Rudy       | Canal 13   |
| 2014       | Caleta del sol                 | Francisco Hidalgo   | TVN        |